# 格罗斯维尔
格罗斯维尔（法語：Grosville）是法国芒什省的一个市镇，属于谢尔布尔区（Cherbourg）莱斯皮厄县（Les Pieux）。该市镇总面积13.15平方公里，2009年时的人口为673人。

## 人口
格罗斯维尔人口变化图示